# Station Lamure-sur-Azergues
Station Lamure-sur-Azergues is een spoorwegstation in de Franse gemeente Lamure-sur-Azergues.